# Mort permanente
La mort permanente (en anglais Permanent death, également connue sous l'expression permadeath ou PD, les termes persona death et player death sont moins fréquemment utilisés) est, dans les jeux de rôle, une situation dans laquelle le personnage meurt de façon définitive, puis est retiré du jeu. La sauvegarde de cette partie est alors effacée pour éviter tout rechargement à l'état précédent. Les jeux sans mort permanente peuvent autoriser les personnages tués (ou qui sont dans l'incapacité de frapper) à être restaurés dans un état jouable, parfois aux frais du joueur (en échange de pièces, de matériel ou d'armement).

## Description
La mort permanente est souvent utilisée comme élément du gameplay des rogue-like ou des jeux de rôle massivement multijoueur, même si le terme est parfois utilisé dans les discussions sur les mécaniques des jeux de rôle classiques. Le journaliste à IGN Ewen Hosi affirme que, même si la plupart des jeux d'action emploient fréquemment cet élément de gameplay, il n'a aucun poids émotionnel. Le développeur de jeu Andrew Douall qualifie le concept de mort permanente de pilier de la conception des jeux du type rogue-like.
Son utilisation peut cependant varier considérablement d'un jeu à l'autre. Le plus classiquement, les jeux avec mort permanente permettent au joueur de conserver l'argent ou des objets, tout en introduisant d'autres répercussions à cause de cet échec. Cela peut amoindrir la frustration liée au concept de mort et disparition définitive. Dans les modes Hardcore, tous les progrès accomplis sont le plus souvent supprimés. Dans certains jeux, la mort permanente est un mode optionnel ou une fonctionnalité de niveaux de difficulté plus élevés. Les formes extrêmes de mort permanente peuvent en outre sanctionner plus amplement les joueurs, comme dans le jeu The Castle Doctrine qui interdit de façon permanente aux utilisateurs d'accéder aux serveurs de jeu en cas de décès.
Certains joueurs préfèrent jouer aux jeux avec mort permanente pour y trouver de l'excitation, pour tester leurs compétences ou leur compréhension des mécanismes de jeu, ou à cause de leur ennui de la conception d'un jeu standard. Quand leurs actions ont des répercussions, ils doivent prendre des décisions plus stratégiques et plus tactiques pour éviter la disparition définitive. Les jeux avec mort permanente se rapprochent plus des problématiques de vie et de mort de la vie réelle. Les jeux avec un arc narratif fort évitent fréquemment la mécanique de mort permanente.
Les jeux avec mort permanente utilisent souvent la Génération procédurale. Cela évite au joueur qui recommence une partie à la suite de la perte de son personnage de devoir refaire les mêmes actions. De cette manière, le joueur peut s'améliorer au fur et à mesure des parties sans que la lassitude ne s'installe.